# Petr Melichar
Petr Melichar (ur. 4 grudnia 1990 r. w Pradze) – czeski wioślarz.

## Osiągnięcia
- Mistrzostwa Świata Juniorów – Pekin 2007 – czwórka podwójna – 10. miejsce[1].
- Mistrzostwa Świata Juniorów – Linz 2008 – czwórka podwójna – 7. miejsce[1].
- Mistrzostwa Świata U-23 – Brześć 2010 – czwórka bez sternika – 4. miejsce[1].
- Mistrzostwa Europy – Montemor-o-Velho 2010 – ósemka – 7. miejsce[1].